# Park School of Baltimore
The Park School of Baltimore, verkürzt auch oft einfach Park genannt, ist eine private Schule des primären und sekundären Bildungsbereichs in Pikesville im Baltimore County, Maryland, in den Vereinigten Staaten. Die koedukative und nicht-konfessionelle Schule hat mehr als 100 Lehrkräfte und etwa 800 Schüler in den Altersklassen vom Vor-Kindergarten bis zur 12. Klasse.

## Geschichte
Die Schule wurde 1912 als private K-12-Schule gegründet, die auf den von John Dewey und anderen entwickelten Grundsätzen der progressiven Pädagogik basierte. Den Anstoß zur Gründung der Schule gab die Entlassung des progressiven Schulleiters von Baltimore City, James Hixon Van Sickle, durch den neu gewählten konservativen Bürgermeister James H. Preston im Jahr 1911. Zu dieser Zeit hatte die Stadt Quoten festgelegt, die die Zahl der zugelassenen jüdischen Schüler stark einschränkten. Die neue Schule reagierte darauf mit einer Politik der Aufnahme von Schülern aller Religionen.
Die Schule wurde am 30. September 1912 in einem dreistöckigen Gebäude (Lage) an der Auchentoroly Terrace im Auchentoroly Terrace Historic District eröffnet. Den Namen „Park School“ verdankt sie dem auf der gegenüberliegenden Straßenseite gelegenen Druid Hill Park, der von der Schule auch als Sportgelände genutzt wurde. Die Schule begann mit 98 Schülern. Nachdem es in den folgenden Jahren immer mehr wurden, zog sie 1917 in einen Gebäudekomplex (Lage) an der Liberty Heights Avenue um, wo sich mittlerweile das Community College of Baltimore City befindet.
Im Jahr 1950 verabschiedete der Schülerrat von Park eine Resolution, in der er die Schule aufforderte, „jeden Bewerber für die Aufnahme zu akzeptieren, unabhängig von Ethnie, Hautfarbe oder Glaubensbekenntnis“. Im Juni 1954, einen Monat nachdem der Oberste Gerichtshof die Rassentrennung an öffentlichen Schulen aufgehoben hatte, stimmte das Kuratorium von Park dafür, „alle Bewerbungen von Familien entgegenzunehmen, die in Bezug auf Interesse und Ehrgeiz geeignet sind“, und war damit die erste Privatschule in der Stadt, die dies tat. Afroamerikanische Schüler besuchten Park ab 1955.
Im Jahr 1959 zog die Park School schließlich auf ihren heutigen Campus in Pikesville um. Nach dem Umzug wurde die Schule mehrfach erweitert. Zu den jüngeren Neubauten zählen ein neuer Flügel für Naturwissenschaften, Mathematik und Technologie im Jahr 1997, ein Sportzentrum im Jahr 2001, ein neuer Flügel für bildende und darstellende Künste im Jahr 2003 und ein neuer Flügel für Naturwissenschaften im Jahr 2023.

## Campus
Der Campus der Park School ist etwa 40 Hektar groß und liegt in einem von Wald umgebenen Areal südlich der Old Court Road in Pikesville knapp einen Kilometer nördlich der Stadtgrenze von Baltimore.
Die miteinander verbundenen Schulgebäude bilden einen etwa 300 Meter langen Gebäudekomplex, der sich ungefähr in Ost-West-Richtung erstreckt. Östlich davon liegt ein freistehendes Kindergartengebäude mit angrenzendem Spielplatz. Westlich schließt sich ein Sportzentrum mit einer großen Halle und einem Pool an. Mehrere Sportplätze, darunter ein Kunstrasenplatz, sind über das Gelände verteilt. 
Südlich des Gebäudekomplexes liegen ein etwa 100 Meter langer und 50 Meter breiter Teich mit Springbrunnen und ein großer Parkplatz. Der Campus umfasst weiter Wiesenflächen und ein Waldstück mit einem Seilgarten. Das Gelände wird von dem Bach Moores Branch durchflossen, der aus dem benachbarten Quarry Lake austritt.
Zur Park School gehört auch der Sugar Campus (Lage), der knapp 5 Kilometer nordwestlich der Schule südlich des Stevenson University Greenspring Campus liegt und auf dem sich weitere Sportplätze befinden, darunter ein NCAA-Division-III-Baseballfeld.

## Schule
Die Schule ist vom Typ PK-12 (Pre-Kindergarten through Grade 12). Sie ist gegliedert in eine Lower School (Vorkindergarten für Vierjährige, Kindergarten für Fünfjährige, und Grundschule für die Jahrgangsstufen 1 bis 5), eine Middle School (Jahrgangsstufen 6 bis 8) und eine Upper School (Jahrgangsstufen 9 bis 12).
2024 hatte die Schule 115 Voll- und Teilzeit-Lehrkräfte und 826 Schüler, davon 284 in der Lower School, 194 in der Middle School und 348 in der Upper School.

## Bekannte Mitarbeiter
- Laura Amy Schlitz, Bibliothekarin, Autorin für Kinder- und Jugendliteratur, gewann mehrere Auszeichnungen für ihre Kinderbücher.

## Bekannte Alumni
(sortiert nach Abschlussjahr)
- Alan Frank Guttmacher (1915) – Gynäkologe und Geburtshelfer, Präsident der US-amerikanischen Unterorganisation von Planned Parenthood
- Robert Austrian (1933) – Bakteriologe, Immunologe und Mediziner, Entwickler eines Pneumokokkenimpfstoffs.
- Jane Frank (1937) – Malerin, Bildhauerin, Illustratorin und Textilkünstlerin.
- Edward Witten (1968) – Mathematiker und Physiker, vielzitierter Wissenschaftler im Bereich der Stringtheorie und Quantenfeldtheorie, Träger der Fields-Medaille
- Steve Krulevitz (1969) – professioneller Tennisspieler, 1974 und 1983 in den Top 100 der Tennisweltrangliste, spielte 1978 bis 1980 für die israelische Davis-Cup-Mannschaft.
- Penny Johnson Jerald (1978) – Schauspielerin.
- Matthew Weiner (ca. 1983) – Drehbuch- und Romanautor, Regisseur und Fernsehproduzent, Erfinder, ausführender Produzent, Hauptautor und Showrunner der Fernsehserie Mad Men.
- Matthew Porterfield (1995) – Regisseur, Drehbuchautor und Schauspieler